# Laguna Chica (Cuenca del río Huasco)
Laguna Chica o Laguna Chica del Huasco es un paraje rural chileno ubicado en Provincia del Huasco, Región de Atacama. Se encuentra localizado al interior del Valle de El Tránsito.

## Historia
Los antecedentes históricos de este paraje son escasos. 
La Laguna Chica del Huasco presenta una serie de restos arqueológicos ubicado a gran altura, con distinto tipo de ocupaciones prehispánicas, algunos de ellos siguen siendo utilizados hasta nuestros días.
En febrero del año 1750 el General Don Fernando de Aguirre ordena desde San Francisco de la Selva una mensura de las tierras de indios del valle del Huasco. Esta mensura hace mención a la Laguna Grande y la Laguna Chiquita y que reconoce como parte integrante de la propiedad del pueblo de indios.
Durante la segunda mitad del siglo XIX se puso mucha atención al estado de las lagunas y se propusieron varias formas de mejorar los tranques y evitar los desbordes.
En marzo de 1856, producto de un temporal de agua y nieve en la cordillera mueren un número importante de personas y animales sepultados por la nieve o extraviados. El desborde de la Laguna Grande  y el derrumbe del tranque de la misma generó la crecida del río generando graves daños en La Pampa, por su parte, el tranque de la Laguna Chica también fue afectado. Este es el primer antecedente histórico que estas lagunas ya tenían intervenciones humanas para almacenar agua en la cordillera.
En febrero de 1876, el Ingeniero Carlos E. Plisson realiza una visita a las lagunas y realiza un informe y presentación a la Junta de Canalistas del Valle del Huasco en Vallenar y propone la construcción de represas o pretiles en las lagunas.
En agosto de 1881, un nuevo informe realizado por el Ingeniero José Antonio Aris establece la conveniencia de construir dos pretiles de contención de las aguas de las lagunas. 
En diciembre del mismo año se oficia a los Señores Requena y Gallo realizar un reconocimiento de los tranques de las Lagunas Grande y Chica, realizando un informe que indica los graves daños en el interior del valle producto del desborde de “cinco varas” (4,17 metros aprox.), no existiendo “vestigios de compostura u otra obra que contenga la gran cantidad de agua que aún queda acumulada” y manifiestan la urgente necesidad de construir un tranque de tierra pisoneada y reforzada por detrás con una pirca. Por su parte, el tranque de la Laguna Chica no presentaba peligro inmediato aunque que si se advertía la presencia de una grieta o rasgadura por el hundimiento de la pirca. Por lo que este informe propone reforzar dicho tranque con un pretil o estribo de piedras de base de 8 o 10 metros de ancho.
En septiembre de 1888, se da cuenta de una crecida del río Huasco producto del derrumbe del tranque de la Laguna Grande, pudiendo suceder lo mismo con la Laguna Chica.
En noviembre de 1896 se da cuenta del presupuesto estimado por los Ingenieros Valentín Martínez y Felipe Blanco para la Laguna Grande y Laguna Chica, el cual se publica en el periódico “El Liberal”.
En 1898 se dictó la Ley 1038 que autorizó al Presidente de la República a construir obras del embalse de las “Lagunas del Huasco” en la entonces la Provincia de Atacama y a dictar reglamentos sobre el uso del agua embalsada y la forma de recuperar la inversión. Siendo esta la primera obra de riego en Chile con fondos estatales durante el período de la República.

## Turismo
La Laguna Chica, se forma parte de la Reserva Natural Los Huascoatinos, de comunidad agrícola del mismo nombre que ha solicitado su protección debido a presencia de la gran biodiversidad que allí existe, los sitios arqueológicos y patrimoniales y por la amenaza de proyectos mineros en la zona de la cordillera.
Actualmente se realiza la trashumancia para llevar su ganado caprino a tierras más altas durante el período de verano. Son frecuentes las excursiones a caballo que se organizan desde el poblado de Juntas de Valeriano para visitar este hermoso lugar.
El poblado de Juntas de Valeriano constituye el punto de partida para los excursionistas y aventureros que realizan las expediciones a caballo hacia Laguna Grande del Huasco y Laguna Chica en la Reserva Natural Los Huascoaltinos.
Desde Laguna Grande es fácil acceder al Cerro Cantaritos (5.814 m s. n. m.), principal cumbre en el sector. en sus alrededores se encuentran restos del camino del inca y algunas construcciones prehispánicas.

## Accesibilidad y transporte
Laguna Grande solo tiene acceso a través de caminos troperos, por lo que solo se puede llegar a ella tras una jornada a a caballo (6 a 8 horas) para el traslado hasta este punto. Esto ha permitido su conservación hasta nuestros días debido a su aislamiento.
Para llegar a Laguna Chica se puede acceder hasta el poblado de Juntas de Valeriano, ubicado al final de la ruta C-495, distante a 90 km de Vallenar. Laguna Grande solo es posible de ser visitada entre los meses de diciembre y febrero. Se requiere además la autorización de la comunidad agrícola Los Huascoaltinos, ya que se trata de un área privada.
Es el punto terminal de un servicio de transporte público de buses rurales que pueden ser consultados en el terminar rural del Centro de Servicios de la Comuna de Alto del Carmen, ubicado en calle Marañón 1289, Vallenar.
Si viaja en vehículo propio, no olvide cargar suficiente combustible en Vallenar antes de partir. No existen puntos de venta de combustible en la comuna de Alto del Carmen. El vehículo debe quedar en Juntas de Valeriano, el resto del trayecto se debe hacer a caballo.
A pesar de la distancia en vehículo, es necesario considerar un tiempo mayor de viaje, debido a que la velocidad de viaje esta limitada por el diseño del camino. Se sugiere hacer una parada de descanso en el poblado de Conay, El Tránsito y Alto del Carmen para hacer más grato su viaje.
El camino hasta Juntas de Valeriano (Ruta C-495) es transitables durante todo el año, sin embargo es necesario tomar precauciones en invierno debido a las lluvias y caída de nieve. Se sugiere informarse bien de las condiciones climáticas en el invierno o en periodos que la cordillera de Atacama se afecta muy eventualmente por el invierno altiplánico. Existe un control de vehículos en la avanzada de Carabineros de Chile en Conay.

## Alojamiento y alimentación
En la comuna de Alto del Carmen existen pocos servicios de alojamiento formales en Alto del Carmen y en Chanchoquín Grande, se recomienda hacer una reserva con anticipación. En Juntas de Valeriano no existen servicios de alojamiento.
En las proximidades no hay servicios formales de Camping, sin embargo se puede encontrar algunos puntos rurales con facilidades para los campistas en Conay, El Corral y en Juntas de Valeriano.
Los servicios de alimentación son escasos, existiendo en Alto del Carmen, Chanchoquín Grande y en El Tránsito algunos restaurantes. En Juntas de Valeriano no existen servicios de restaurantes.
En muchos poblados como en Los Tambos, Conay y Chollay hay pequeños almacenes que pueden facilitar la adquisición de productos básicos durante su visita.

## Salud, conectividad y seguridad
Laguna Chica, es un área de gran aislamiento, pues no cuenta con servicios básicos de agua potable ni de comunicaciones. Es necesario llevar algún equipo de comunicaciones como teléfono satelital.
El poblado de Juntas de Valeriano, es el más cercano a Laguna Chica y cuenta con servicio de electricidad, iluminación pública, y servicio de agua potable rural.
El poblado de Juntas de Valeriano cuenta además con una Estación Médico Rural que abre ocasionalmente para atender a la comunidad. Solo en la localidad de Conay hay una Posta Rural permanente. En esta última localidad también se encuentra un Reten Fronterizo de Carabineros.
En Juntas de Valeriano no existe servicio de teléfonos públicos rurales. Tampoco existe señal para teléfonos celulares.
El Municipio cuenta con una red de radio VHF en toda la comuna en caso de emergencias incluidos Juntas de Valeriano y Conay.